# Мандес Михайло Ілліч
Михайло Ілліч Мандес (нар. 1866—пом. 1934) — одеський історик античності, літературознавець, мовознавець.

## Життєпис
М. І. Мандес народився в Одесі 31 січня 1866 у родині службовців (турецько-підданих), що переселилися у Російську імперію та прийняли російське підданство.
Навчався у 3-й Одеській гімназії, яку закінчив у 1886 році. Один рік провчився на фізико-математичному факультеті Імператорського Новоросійського університету, потім перевівся на історико-філологічний, навчання на якому завершив у 1891 році з дипломом 1-го ступеня. Блискуче знав німецьку, грецьку, латинську мови. Серед його вчителів були Ф. Є. Корш, Е. Р. Штерн та Н. П. Кондаков.
В 1893 році склав магістерські іспити, а в 1898 році захистив магістерську дисертацію, присвячену однієї з маловідомих сторінок історії становлення Спартанської держави — Мессенським війнам. У ній він зібрав всі відомі на той момент свідчення античних авторів, що стосуються приєднання Месенії. Його монографія не втратила свого значення дотепер. Ще будучи магістром, у 1894 був прийнятий у число приват-доцентів Імператорського Новоросійського університету. У цей час він читав спецкурси на історико-філологічному факультеті («Читання й пояснення Феогніда» та «Французька класична драма в її відношенні до давньої»).
В 1901 році був призначений екстраординарним професором, а потім і ординарним (у 1903 р.) кафедри грецької словесності історико-філологічного інституту в Ніжині. У тому ж році захистив докторську дисертацію: «Опыт историко-критического комментария к греческой истории Диодора. Отношение Диодора к Геродоту и Фукидиду» в Імператорському Новоросійському університеті (ІНУ). Основним завданням цієї роботи було виявлення джерел «Історичної бібліотеки» Диодора Сицилійського, з чим він блискуче впорався. В 1907 році повернувся до Новоросійського університету на посаду приват-доцента. Викладав на Одеських вищих жіночих курсах (1906–1919 рр.). Після революції залишався в Одесі, викладав в Новоросійського університету, Інституті гуманітарних і суспільних наук, у жіночих і чоловічих гімназіях, комерційних театральних класах і торгово-промисловій школі. В 1919 році став професором Новоросійського університету.
В 1920—1930 роках працював професором в Одеському інституті народної освіти. Одночасно викладав в Археологічному інституті історію Греції та спецкурс «Інтерпретація Павсанія», а з вересня 1925 року завідував кафедрою теорії мистецтв та бібліотекою в Одеському художньому інституті. З Художнього інституту його звільнили, пояснивши це тим, що його не марксистське викладання не задовольняє студентів.
Помер 18 вересня 1934 року в Одесі. Похований на 2-му християнському кладовищі.

## Наукова діяльність
Наукові інтереси були надзвичайно широкі. В основному, його роботи можна розділити на три частини: 1) праці з історії античної літератури; 2) навчальні посібники з вивчення давньогрецької та латинської мов; 3) історичні та історико-філологічні твори. В останнє десятиліття своєї наукової діяльності, працюючи в Художньому інституті, зацікавився проблемами мистецтвознавства. Його монографія, що була видана у 1928 р., була присвячена теорії мистецтв. Читав лекції в різних містах: Кишиневі, Катеринославі та ін. Основною тематикою його лекцій була західноєвропейська література XVIII та XIX ст.: «Поезія Гайне», «Фауст», «Юнацькі драми Шиллера», «Теорія мистецтва Лесінга» та ін. Викладаючи на Одеських вищих жіночих курсах, організував гурток для вивчення класичних старожитностей (березень 1917).

### Наукові публікації
- Мессенские войны и восстановление Мессении. История и традиция. — Одесса, 1898. — 254 с.
- О филологическом методе изучения источников. — Одесса, 1901. — 24 с.
- Элементы греческой грамматики: Пособие для своих слушателей и слушательниц. — Одесса, 1909. — 42 с.
- Лекции по истории античной литературы. — Одесса, 1909. — 191 с.
- Теория искусства. — Одесса, 1928. — 116 с.